# Ferdinand Kaselowsky

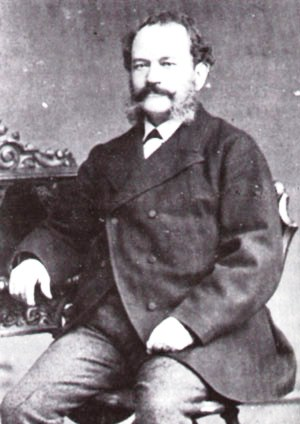
Ferdinand Kaselowsky (1860)

Ferdinand Kaselowsky (* 23. Februar 1816 in Magdeburg; † 11. Februar 1877 in Bielefeld) war ein deutscher Techniker und Industrieller der Textilindustrie.

## Familie
Sein Vater Gottlieb Ferdinand Kaselowsky war Regimentsschuhmacher in Potsdam. Einer seiner Brüder, Emil Kaselowsky, war später Generaldirektor der Berliner Maschinenbaugesellschaft. Ferdinand heiratete Marie Coupin (geb. Campe). Die Ehe blieb kinderlos. Einer seiner Neffen war Richard Kaselowsky (1852–1921), Industrieller und Abgeordneter. Ein Großneffe Richard Kaselowsky war Leiter des Oetker-Konzerns.

## Leben
Kaselowsky konnte das Gymnasium und die Gewerbeschule in Potsdam besuchen. Anschließend absolvierte er ein Praktikum in einer Schlosserei, ehe er ab 1836 am Gewerbeinstitut in Berlin studierte. Wegen hervorragender Leistungen bezahlte ihm der preußische Staat eine anschließende praktische Ausbildung in der modernen Textilindustrie in Großbritannien, Belgien und Schlesien. Vom preußischen Staat wurde Kaselowsky 1841 mit dem Aufbau von mehreren Textilfabriken in Schlesien, die zur Preußischen Seehandlung gehörten, beauftragt. Immer wieder reiste er ins Ausland, um dortige industrielle Anlagen zu studieren. Er lebte längere Zeit in Leeds und richtete dort und später auch in Deutschland und Österreich größere Spinnereibetriebe ein. Für seine technischen Verbesserungen wurden ihm in England einige Patente erteilt.
Im Jahr 1854 kehrte Kaselowsky nach Deutschland zurück. Er übernahm in Bielefeld Bau und Leitung der Ravensberger Spinnerei. Als erster technischer Direktor des neuen Unternehmens baute er den Betrieb mit Facharbeitern aus Schlesien und England auf. Unter seiner Führung entwickelte sich der Betrieb mit 1300 Beschäftigten im Jahr 1862 zu einem Großunternehmen. Neben der Spinnerei wurden eine Bleiche und 1862 eine AG für mechanische Weberei aufgebaut. Auch der Bau einer großen Spinnerei in Wolfenbüttel im Jahr 1863 geht auf Pläne von Kaselowsky zurück. Wegen Konflikten mit dem Verwaltungsrat zog er sich 1871 aus dessen Führung zurück. Einige Zeit später stieg er auch aus dem Verwaltungsrat der Ravensberger Spinnerei aus.

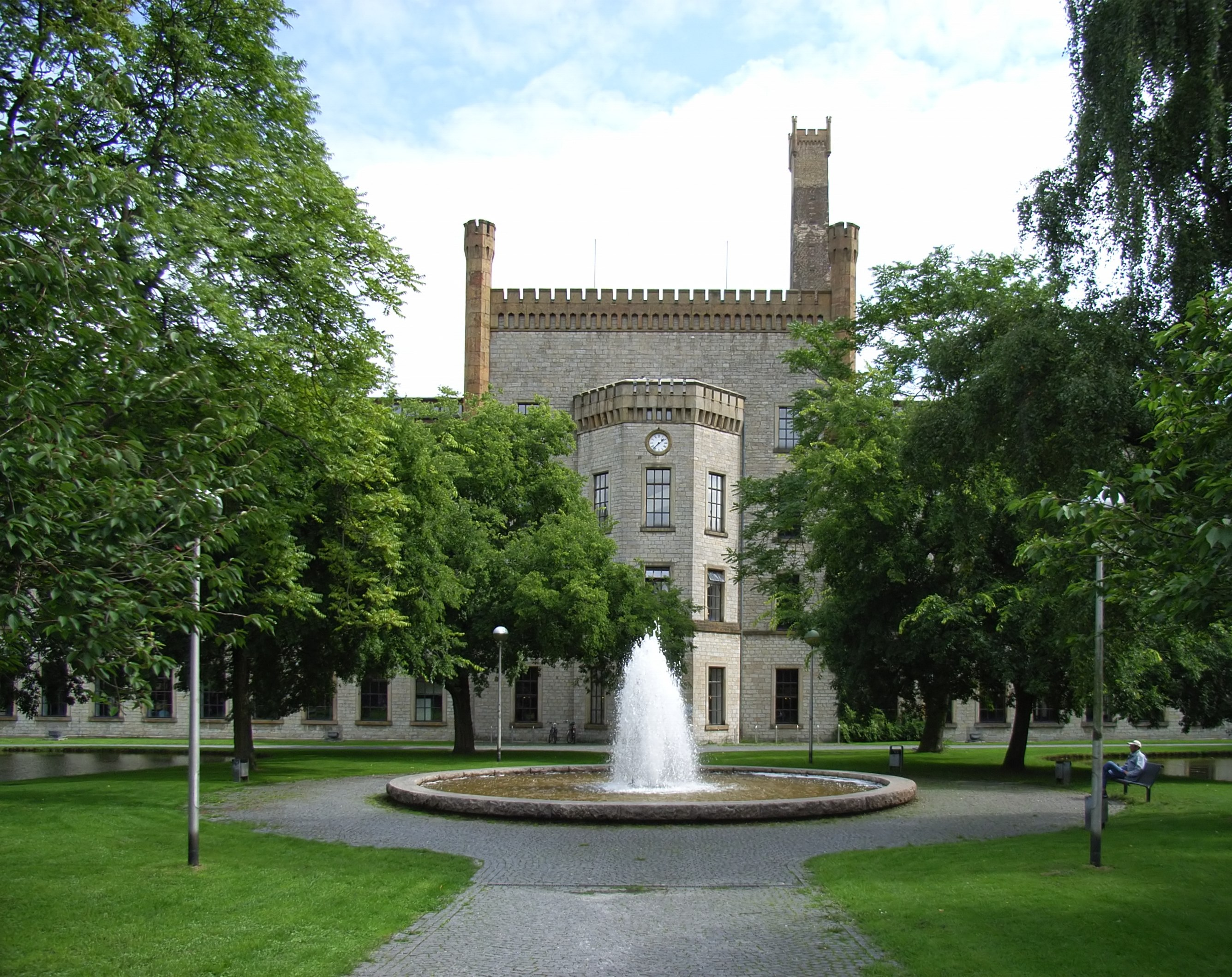
Technische Planungen und die Architektur der Ravensberger Spinnerei gehen maßgeblich auf Kaselowsky zurück

Seither lebte Kaselowsky als reicher Rentier in Bielefeld. Er hatte neben seinem Gehalt von anfänglich 1500 Talern im Jahr in seiner Zeit als Leiter der Ravensberger Spinnerei immerhin eine Gewinnbeteiligung von 8 % erhalten. Er war maßgeblich an der Finanzierung der Fahrrad- und Nähmaschinenfabrik Dürkopp beteiligt, deren Direktor sein Neffe Richard Kaselowsky (1852–1921) wurde und in deren Aufsichtsrat später sein Großneffe Richard Kaselowsky (1888–1944) saß.
Kaselowsky war unter anderem Präsident des Deutschen und Österreichischen Leinen-Industrie-Verbandes. Er war seit dem 12. Januar 1877 Mitglied des preußischen Abgeordnetenhauses für den Wahlkreis Regierungsbezirk Liegnitz 8 (Lauban - Görlitz), verstarb jedoch vor Eintritt in das Abgeordnetenhaus.